# Associació de Futbol de Libèria
L'Associació de Futbol de Libèria (LFA) —en anglès: Liberia Football Association— és la institució que regeix el futbol a Libèria. Agrupa tots els clubs de futbol del país i es fa càrrec de l'organització de la Lliga liberiana de futbol i la Copa. També és titular de la Selecció de futbol de Libèria absoluta i les de les altres categories.
Va ser formada el 1936.
- Afiliació a la FIFA: 1964[1]
- Afiliació a la CAF: 1962[2]